# Festuca rigoi
Festuca rigoi là một loài thực vật có hoa trong họ Hòa thảo. Loài này được Huter mô tả khoa học đầu tiên năm 1908.